# Kim Yong-jun
Kim Yong-jun (* 19. Juli 1983 in Pjöngjang) ist ein ehemaliger nordkoreanischer Fußballspieler und heutiger -trainer. Als Spieler absolvierte er über 60 Länderspiele für die nordkoreanische Nationalmannschaft und nahm mit dieser an der Fußball-Weltmeisterschaft 2010 teil. Er war von 2018 bis 2019 Cheftrainer der nordkoreanischen Nationalmannschaft.

## Karriere

### Spieler
Kim trat international überwiegend als Spieler der Sportgruppe Pjöngjang in Erscheinung. Zwischen 2006 und 2008 war Kim jedoch einer der wenigen in Nordkorea geborenen Spieler, denen es erlaubt war, im Ausland zu spielen. Zunächst spielte er 2006 und 2007 für den chinesischen Zweitligisten Yanbian FC. Anschließend kam er 2008 in China für den Erstligisten Chengdu Blades zu einigen Einsätzen. 2009 kehrte er nach Nordkorea zur Sportgruppe Pjöngjang zurück.
Kim gehört bereits seit 2001 zum Kader der nordkoreanischen Nationalmannschaft. 2002 gewann der Defensivakteur mit dem Team den King’s Cup in Thailand, 2003 spielte er in mehreren Qualifikationsspielen zur Asienmeisterschaft 2004. 2005 wurde er im Qualifikationsturnier zur Ostasienmeisterschaft 2005 als Most Valuable Player ausgezeichnet, in der Finalrunde belegte er mit dem Team den dritten Rang; 2008 gehörte er ebenfalls zum Endrundenaufgebot. In der Qualifikation für die Ostasienmeisterschaft 2010 scheiterte er überraschend mit dem Nationalteam.
Nachdem Kim bereits in der Qualifikation zur WM 2006 zu elf Einsätzen gekommen war, gehörte er auch in der erfolgreichen Qualifikation für die Weltmeisterschaft 2010 zu den Stützpfeilern der Mannschaft. Bei der WM-Endrunde gehörte Kim ebenfalls zum Aufgebot, kam aber nur im zweiten Vorrundenspiel gegen Portugal (Endstand 0:7) zu einem 32-minütigen Einsatz.

### Trainer
Noch während seiner Spielerkarriere betreute er mit der Sportgruppe Pjöngjang erstmals eine Mannschaft als Trainer. Nachdem er lange Zeit als Assistenztrainer nordkoreanischer Nachwuchsnationalmannschaften tätig gewesen war, übernahm er 2018 das Amt des Cheftrainers der A-Nationalmannschaft. Nach dem schlechten Abschneiden Nordkoreas bei der Fußball-Asienmeisterschaft 2019 wurde er jedoch nach dem Turnier wieder von seinen Aufgaben entbunden.